# Verwaltungsgemeinschaft Gerbstedt

Lage der Verwaltungsgemeinschaft im Landkreis Mansfeld-Südharz

Die Verwaltungsgemeinschaft Gerbstedt war eine Gebietskörperschaft im Landkreis Mansfeld-Südharz. Sie wurde am 1. Januar 2005 gegründet und umfasste bei ihrer Auflösung die Gemeinden
- Augsdorf
- Freist
- Friedeburg (Saale)
- Friedeburgerhütte mit Ortsteil Adendorf
- Gerbstedt
- Heiligenthal mit Ortsteilen Helmsdorf und Lochwitz
- Hübitz
- Ihlewitz
- Rottelsdorf mit Ortsteil Bösenburg
- Siersleben mit Ortsteil Thondorf
- Welfesholz und
- Zabenstedt

Sie hatte bei dieser Zusammensetzung eine Fläche von 102,26 km² und 8628 Einwohner (Stand: 31. Dezember 2006). Sitz der Verwaltungsgemeinschaft war die Stadt Gerbstedt. Letzter Leiter der Verwaltungsgemeinschaft war Steven Schulz.
Bis zum 15. Juni 2009 gehörten ihr auch noch die Gemeinden Burgsdorf und Klostermansfeld an, die dann in die Verwaltungsgemeinschaft Lutherstadt Eisleben bzw. Verwaltungsgemeinschaft Mansfelder Grund-Helbra wechselten.
Am 1. Januar 2010 wurde die Verwaltungsgemeinschaft aufgelöst, alle Gemeinden bis auf Heiligenthal, Freist und Friedeburg (Saale) bildeten die neue Einheitsgemeinde Gerbstedt.